# Трешкор
Трешкор (також відомий як фасткор) — піджанр хардкор-панку з швидким темпом, який з'явився на початку 1980-х років. Трешкор, у якому також часто використовуються бласт-біти, по суті, є прискореним хардкором. Пісні в цьому жанрі можуть бути дуже короткими, а трешкор багато в чому є менш дисонансним та менш металевим попередником ґрайндкору. Жанр іноді асоціюється зі субкультурою скейтбордистів.

## Термінологічна неоднозначність

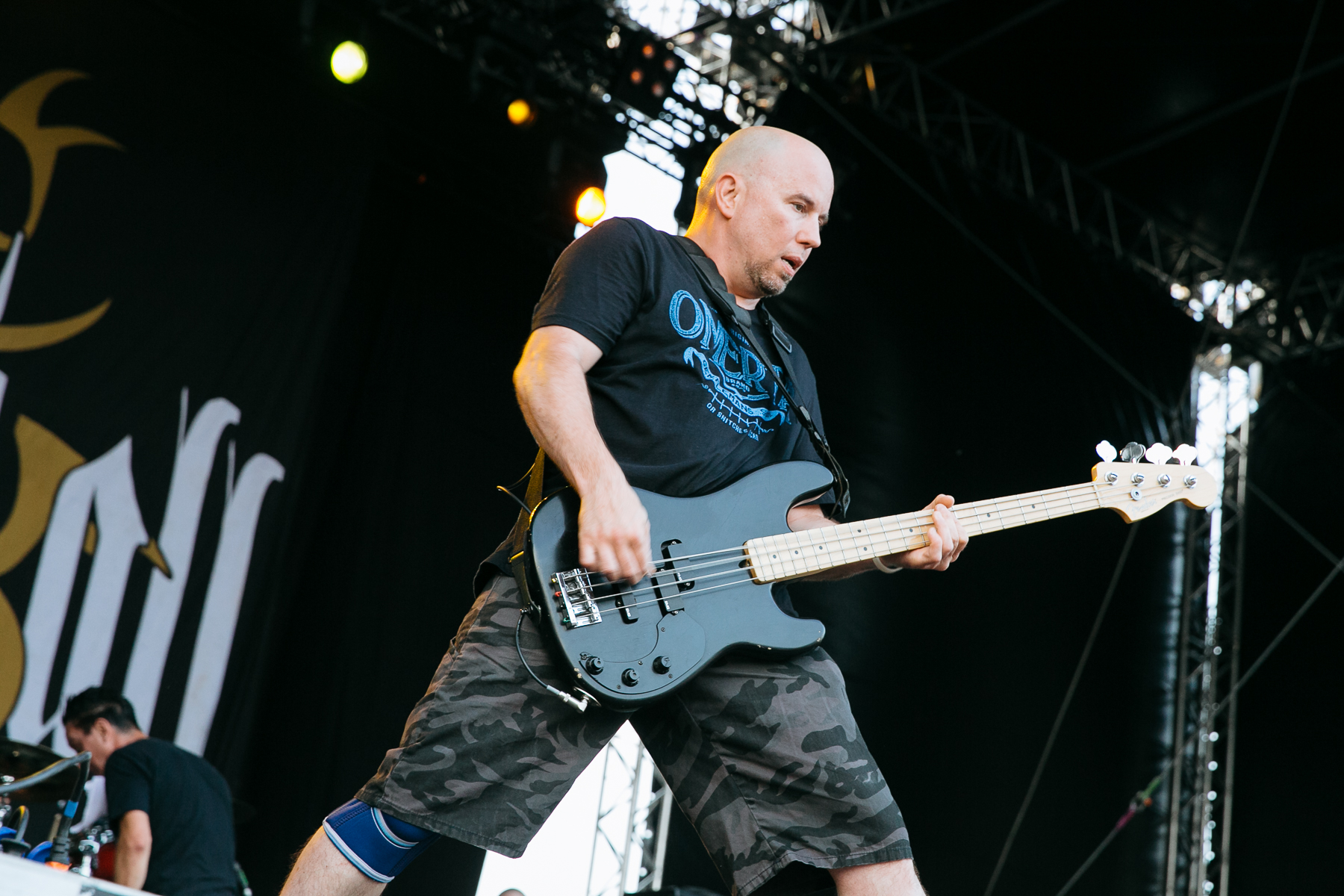
Крейґ Сетарі з нью-йоркського трешкор-гурту Straight Ahead

Треш часто плутають з кросовер-трешем, а іноді з треш-металом. Подальшу плутанину додає той факт, що багато кросовер-гуртів, таких як Dirty Rotten Imbeciles, починали як впливові трешкор-гурти. Протягом 1980-х років термін «треш» використовувався як синонім хардкор-панку (як у збірці New York Thrash 1982 року). Зрештою його стали використовувати для більш швидкого та інтенсивного стилю хардкор-панку. Термін «трешкор» є відносно нещодавнім, але датується принаймні 1993 роком. Суфікс «-core» необхідний, щоб відрізнити його від сцени треш-металу, яку шанувальники також називають «трешем». Плутанини додає те, що термін «трешкор» іноді використовується в музичній пресі як назва металкору, на який вплинув треш-метал.

## Історія

### Походження
Так само, як хардкор-панк-гурти відрізнялися від своїх панк-рок-попередників більшою інтенсивністю та агресивністю, трешкор-гурти (часто ідентифіковані просто як «треш») прагнули грати у шалених темпах, щоб радикалізувати інновації хардкору. Ранніми американськими треш-гуртами були Cryptic Slaughter (Санта-Моніка), Dirty Rotten Imbeciles (Г'юстон), HYPE (Торонто, Канада), Septic Death (Бойсе, Айдахо) та Siege (Веймут, Массачусетс). Британський гурт Electro Hippies, нідерландський Lärm, італійський Raw Power та японський S.O.B. також мають у своїй дискографії приклади цього стилю. Деякі пізніші роботи Negative Approach теж вплинули на трешкор-сцену.

### Павервайоленс
Павервайоленс-сцена, піонерами якої були Septic Death, Infest і Siege, зросла з трешкору як американський аналог британської ґрайндкор-сцени, що виникла з краст-панку. Павервайоленс-гурти вважали себе відмінними від ґрайндкору через все більше наближення ґрайндкор-гуртів до дез-металу, який грали у Флориді, Швеції та Бразилії. Гурти, що грали в жанрі павервайоленс, хотіли уникнути асоціації з хеві-металом та культурою, яка була створена кросовер-трешем, треш-металом та ґрайндкором, та включали у свою музику «зміни темпу з гудучими та тягучими партіями в пониженому темпі». Окрім трешору, павервайоленс-гурти також черпали натхнення з краст-панку та врешті-решт із нойзу. Основними пов'язаними з павервайоленсом гуртами були No Comment, Hellnation, Man Is The Bastard, Crossed Out, Charles Bronson, Spazz і Rorschach.

### Ґрайндкор
Трешкор-гурти, такі як S.O.B., Cryptic Slaughter, Siege та Deep Wound мали великий вплив на ранній розвиток ґрайндкору, наприклад, на такі гурти, як Napalm Death, Carcass та Repulsion. Однак ґрайндкор вважається більш металевим, через наявність у ньому впливів краст-панку.

### Відродження трешкору

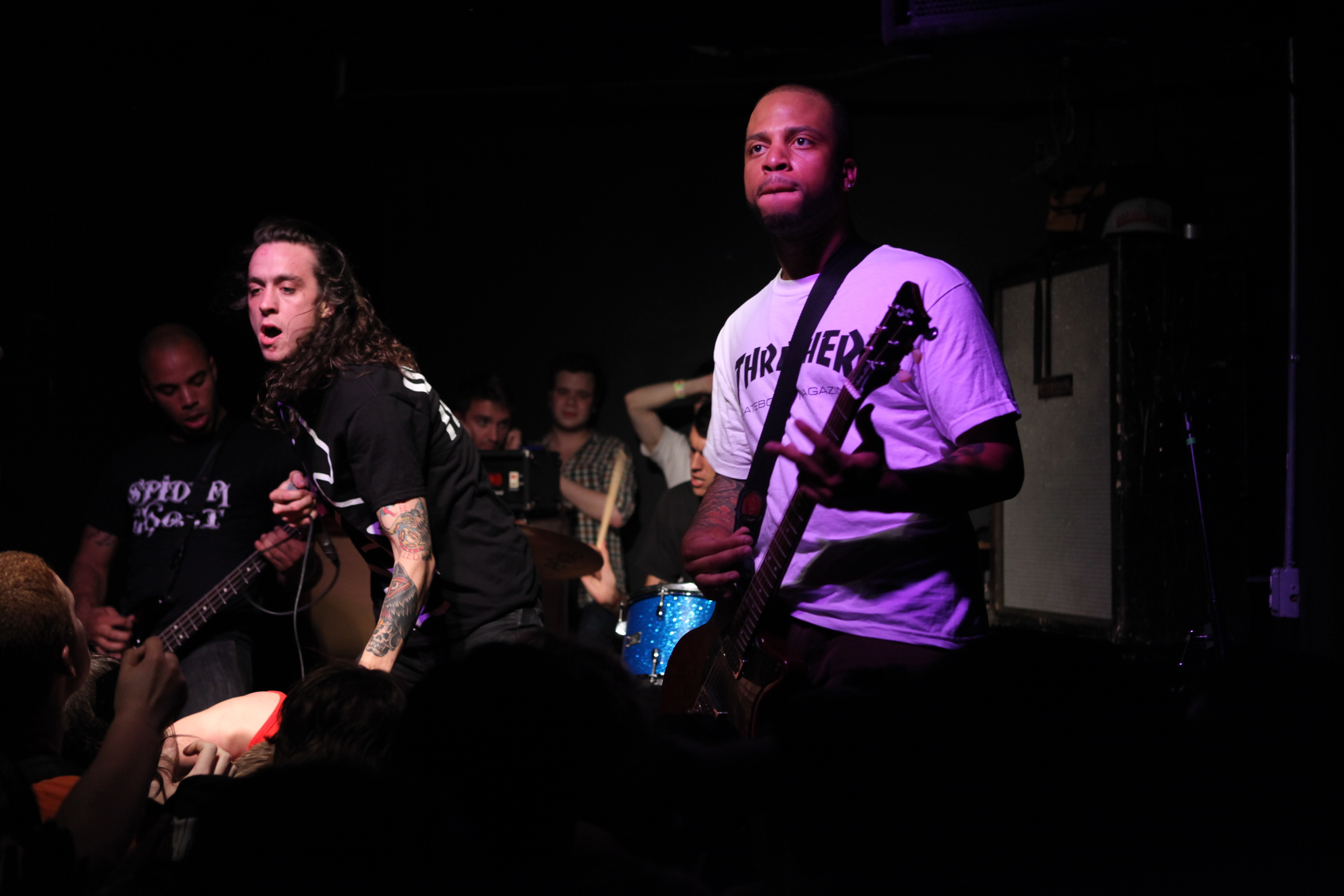
Сучасний трешкор-гурт Trash Talk виступає у 2010 році

У 1990-х роках відбулося відродження стилю трешкор, оскільки гурти, які раніше були пов'язані з павервайоленсом або ґрайндкором почали заповняти для себе прогалини ранньою формою екстремальної музики, тобто роком і металом. Іноді це називали «бандана-трешем», посилаючись на головний убір, якому віддавали перевагу багато виконавців. Серед відомих трешкор-гуртів 1990-х років: Refused, Code 13, MK-ULTRA, Guyana Punch Line, What Happens Next? та R.A.M.B.O. (зі США), Vitamin X (з Нідерландів), Vivisick (з Японії) та Voorhees (з Великої Британії). Ці групи іноді більше асоціювалися з іншими елементами хардкор-панку 1980-х років, такими як straight edge, анархо-панк, youth crew або краст-панк, ніж більшість початкових трешкор-гуртів.

### Сучасний трешкор
Серед видатних американських трешкор-гуртів XXI століття можна зазначити Limp Wrist, Das Oath та Trash Talk.

## Звукозаписні компанії
- 625 Threshcore
- Havoc Records
- Ebullition Records
- Slap-a-Ham Records